# Zygogynum schlechteri
Zygogynum schlechteri är en tvåhjärtbladig växtart som först beskrevs av André Guillaumin, och fick sitt nu gällande namn av W. Vink. Zygogynum schlechteri ingår i släktet Zygogynum och familjen Winteraceae. Inga underarter finns listade.